# Burniston
Burniston is een civil parish in het bestuurlijke gebied Scarborough, in het Engelse graafschap North Yorkshire met 1523 inwoners.